# Piet Ikelaar
Piet Ikelaar, all'anagrafe Petrus Gerardus Ikelaar (Amstelveen, 2 gennaio 1896 – Zaandam, 25 novembre 1992), è stato un pistard e ciclista su strada olandese.

## Palmarès

### Olimpiadi
- Bronzo a Anversa 1920 nei 50 chilometri.
- Bronzo a Anversa 1920 nel tandem.